# Zwergfruchttaube
Die Zwergfruchttaube (Ptilinopus nainus, auch Ptilinopus naina, gelegentlich auch Ptilinopus nanus) ist eine Art der Taubenvögel. Sie kommt in zwei Unterarten in Südostasien vor. Über ihre Lebensweise ist nur sehr wenig bekannt. Von der IUCN wird die Art als nicht gefährdet eingestuft.

## Erscheinungsbild

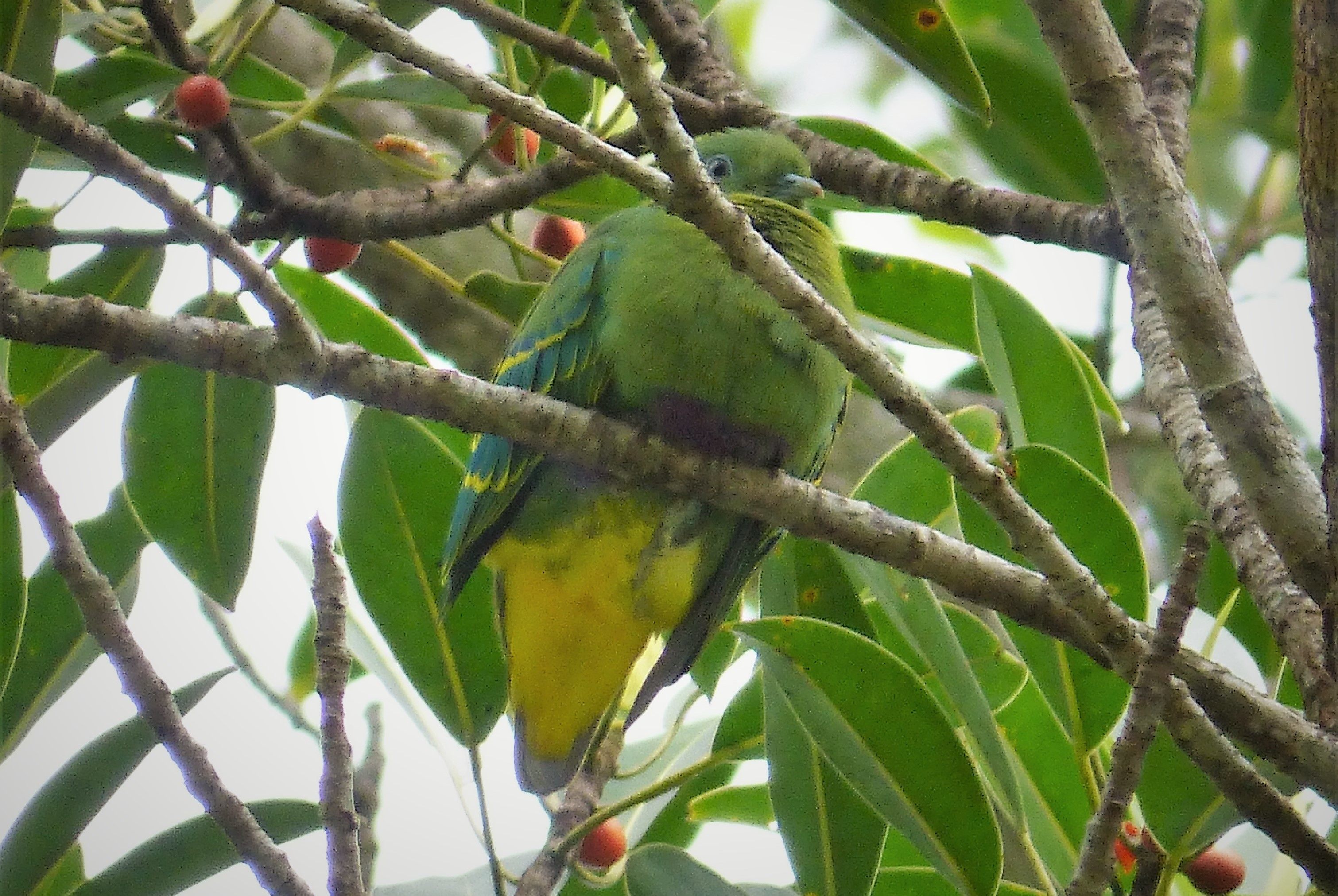
Zwergfruchttaube

Die Zwergfruchttaube erreicht eine Größe von 13 bis 15 Zentimetern. Dies entspricht in etwa der Größe eines Sperlings. Die Zwergfruchttaube zählt damit zu den kleinsten Tauben überhaupt. Unter den Fruchttauben ist sie die kleinste Art. Verglichen mit dem ähnlich großen Diamanttäubchen ist die Zwergfruchttaube etwas kompakter gebaut. Ihr Schwanz ist etwas kürzer. Es besteht ein Geschlechtsdimorphismus.
Beim Männchen ist das Gefieder tiefgrün und weist einen bronzefarbenen Schimmer auf. Die Flügeldecken sind etwas dunkler als das Körpergefieder. Die Federn der Flügeldecken haben gelbe Säume. Der Bauch weist einen purpurfarbenen Fleck auf. An den Bauchseiten findet sich jeweils ein grauer Fleck. Die Unterschwanzdecken sind gelb. Der Schnabel ist grünlich. Die Iris ist innen hellgrau und hat einen dunkelgrauen Außenring. Die Augenringe sind blaugrau. Die Füße sind rötlich. Weibchen ähneln den Männchen. Allerdings fehlen ihnen sowohl der Bauchfleck als auch die beiden Flecken auf den Brustseiten.

## Verbreitung und Verhalten
Die Nominatform Ptilinopus naina naina lebt im Süden von Neuguinea. Die Unterart Ptilinopus naina minimus kommt auf den Radja-Ampat-Inseln Waigeoa sowie Salawati vor. Die Zwergfruchttaube lebt überwiegend in der geschlossenen Baumwipfelzone von Regenwälder. Sie besiedelt Tief- und Hügelland bis in eine Höhe von 1.100 Meter. Sie bildet keine größeren Schwärme auf, sondern lebt entweder einzeln oder in Paaren. Zu losen Versammlungen von Zwergfruchttauben kann es kommen, wenn einzelne Bäume überreichlich Früchte tragen. Grundsätzlich ist es eine sehr schwer zu beobachtende Art, die wegen ihres unauffälligen Gefieders in den Baumkronen nur sehr schwer auszumachen ist. Nach einer Untersuchung stellen die Früchte einer einzelnen Feigenart 68 Prozent ihrer Ernährung dar.

## Belege